# Seredský park
Seredský park je chráněný areál v katastrálním území města Sereď v okrese Galanta v Trnavském kraji na Slovensku. Území bylo vyhlášeno v roce 1983 a jeho rozloha je 8,42 hektaru. Předmětem ochrany je městský park, který je největší souvislou zelenou plochou ve městě.